# The Hot Zone
The Hot Zone es una miniserie dramática estadounidense, basada en el libro del mismo nombre de Richard Preston, que se estrenó el 27 de mayo de 2019 en National Geographic.

## Sinopsis
En la primera temporada, la serie sigue «los orígenes del virus del Ébola, que es altamente infeccioso y mortal de la selva tropical de África central y su primera llegada a los Estados Unidos. En 1989, cuando el virus apareció repentinamente en primates en un laboratorio científico en los suburbios de Washington, D.C., no se conocía ninguna cura. Una heroica veterinaria del Ejército de los Estados Unidos que trabaja con un equipo SWAT militar secreto se puso en peligro mortal cuando intentó evitar el brote antes de que se extendiera a la población humana».
En la segunda temporada, titulada The Hot Zone: Anthrax, se centra en los ataques de ántrax de 2001, solo unas semanas después del 11 de septiembre.

## Reparto

### Principales
- Julianna Margulies como la Dra. Nancy Jaax
- Noah Emmerich como el Teniente coronel Jerry Jaax
- Liam Cunningham como Wade Carter
- Topher Grace como el Dr. Peter Jahrling
- James D'Arcy como Trevor Rhodes
- Paul James como Ben Gellis
- Nick Searcy como Frank Mays
- Robert Wisdom como el Coronel Vernon Tucker
- Robert Sean Leonard como Walter Humboldt

### Recurrentes
- Grace Gummer como Melinda Rhodes
- Lenny Platt como el Sgto. Kyle Ormond[3]

## Episodios
| N.º | Título            | Dirigido por      | Escrito por                                                                                     | Fecha de emisión original | Código de prod. | Audiencia (millones) |
| --- | ----------------- | ----------------- | ----------------------------------------------------------------------------------------------- | ------------------------- | --------------- | -------------------- |
| 1   | «Arrival»         | Michael Uppendahl | Historia de: James V. Hart Guion de: James V. Hart, Jeff Vintar, Kelly Souders y Brian Peterson | 27 de mayo de 2019        | 1WBC01          | 1.38                 |
| 2   | «Cell H»          | Michael Uppendahl | Historia de: James V. Hart Guion de: Brian Peterson, Jeff Vintar y James V. Hart                | 27 de mayo de 2019        | 1WBC02          | 1.26                 |
| 3   | «Charlie Foxtrot» | Nick Murphy       | Historia de: James V. Hart Guion de: James V. Hart y Kelly Souders                              | 28 de mayo de 2019        | 1WBC03          | 1.10                 |
| 4   | «Expendable»      | Nick Murphy       | Brian Peterson y James V. Hart                                                                  | 28 de mayo de 2019        | 1WBC04          | 1.00                 |
| 5   | «Quarantine»      | Nick Murphy       | Historia de: James V. Hart Guion de: Kelly Souders, James V. Hart y Kelly Souders               | 29 de mayo de 2019        | 1WBC05          | 1.01                 |
| 6   | «Hidden»          | Michael Uppendahl | Historia de: Kelly Souders, Jeff Vintar y James V. Hart Guion de: Kelly Souders y Jeff Vintar   | 29 de mayo de 2019        | 1WBC06          | 0.94                 |

## Recepción

### Críticas
En Rotten Tomatoes la serie tiene un índice de aprobación del 85%, basado en 20 reseñas, con una calificación promedio de 8/10. El consenso crítico del sitio dice, «Una dramatización de eventos del mundo real que produce ansiedad, The Hot Zone actúa como un recordatorio aleccionador de cuán mortal puede ser una enfermedad.» En Metacritic, tiene puntaje promedio ponderado de 69 sobre 100, basada en 12 reseñas, lo que indica «criticas generalmente favorables».